# Abraham Hagholm
Abraham Hagholm, född 16 oktober 1811 i Godegårds socken, Östergötlands län, död 14 maj 1890 i Godegårds socken, Östergötlands län, var en svensk tonsättare och spelman.

## Biografi
Abraham Hagholm föddes 16 oktober 1811 på torpet Hagen under Kristinebergs ägor i Godegårds socken. Han var son till Jan Persson (född 1779) och Magdalena Carlsdotter (född 1781). Hagholm hade tre syskon, Petter Isak (född 1814), Ulrika Lovisa (född 1817) och Eva Lisa (född 1821). Vid åtta års ålder börjar Hagholm blir sjuk. Han hade hög feber och verk, och som resulterade i att han blev handikappad. Sockenstämman beslutade 1824 att Hagholm skulle åka till Medevi brunns lasarett. Han åkte på försommaren och stannade där under en termin. Under terminen arbetade han med att räta ut kroppen på en sträckbänk och att lära sig att gå på kryckor. Hagholm kom flera gånger att återvända till Medevi brunn. Från det att han var 15 år undervisade han drängar i att läsa. Vid 17 års ålder blir han barnalärare och arvoderas av socknen. Vid 20 års ålder anställdes han som lärare i Godegårds socken. På äldre dar tillverkade han mässingssnusdosor med försilvrad backsida av speglar.
Abraham Hagholm arbetade som folkskollärare och flyttade omkring 1855 till Godegårds sockenstuga. Han kom från den stunden att arbeta tillsammans med skolläraren Johan Eklund. De flyttade 1857 till Lugnet. Hagholm sjöng andra tenor och hans elever fick sjunga psalmer till psalmodikonackompanjemang. Hagholm går i pension 1871 på grund av klen hälsa. Han avled 14 maj 1890 på Lugnet i Godegårds socken av slag.
Som spelman spelade han på bröllop och högtider i socknen. Han började 1836 att föra en anteckningsbok "spelmansbok" med noter från 1836. Carl Gustaf Sundblad (1815–1905) var organist och klockare i Godegårds församling. Han skrevs ner sina låtar i en spelbok från 1830. Några låtar av honom finns bevarade i Hagholms spelmansbok.

## Låtar
Polonesse och valsbok för violin. Den 12 mars 1836 börjar Hagholm att föra notboken och slutade den 23 december 1850. Många av låtarna oms Hagholm skrev ned förekommer också i Hälsingland och Närke.

### Polonesser
1. Polonesse i D-dur.
2. Polonesse i C-dur.
3. Polonesse i G-dur.
4. Polonesse i G-dur.
5. Polonesse i G-dur.
6. Polonesse i G-dur.
7. Polonesse i G-dur.
8. Polonesse i D-dur.
9. Polonesse i A-dur med förstämd bas.
10. Polonesse i A-dur.
11. Polonesse i F-dur.
12. Polonesse i Bb-dur.
13. Polonesse i D-dur.
14. Polonesse Värmlänning i C-dur.
15. Polonesse i D-dur.
16. Polonesse i A-dur.
17. Polonesse i D-dur.
18. Polonesse i D-dur.
19. Polonesse i A-dur.
20. Polonesse i D-dur.
21. Polonesse i A-dur.
22. Polonesse i D-dur.
23. Polonesse i D-dur.
24. Polonesse i A-dur.
25. Polonesse i A-dur.
26. Polonesse i C-dur.
27. Polonesse i D-dur.
28. Polonesse Värmlänning i A-dur.
29. Polonesse i C-dur.
30. Polonesse i D-dur med förstämd bas.
31. Polonesse i A-dur.
32. Polonesse i D-dur.
33. Polonesse i D-dur.
34. Polonesse i G-dur.
35. Polonesse i Bb-dur.
36. Polonesse i A-dur.
37. Polonesse i G-dur.
38. Polonesse i F-dur.
39. Polonesse i F-dur.
40. Polonesse i F-dur.
41. Polonesse i D-moll.
42. Polonesse i C-dur.
43. Polonesse i A-dur.
44. Polonesse i A-dur.
45. Polonesse i D-dur.
46. Polonesse i D-dur.
47. Polonesse i D-dur.
48. Polonesse i D-dur.
49. Polonesse i A-dur.
50. Polonesse i C-dur.
51. Polonesse Värmlänning i G-dur.
52. Polonesse i G-dur.
53. Polonesse i Bb-dur.
54. Polonesse i Bb-dur, för ett eller två instrument.
55. Polonesse i G-dur.
56. Polonesse i F-dur.
57. Polonesse i F-dur.
58. Polonesse i Bb-dur.
59. Polonesse i A-dur.
60. Polonesse i D-dur.
61. Polonesse i D-dur.
62. Polonesse i G-moll.
63. Polonesse i A-dur.
64. Polonesse i D-dur.
65. Polonesse i A-dur.
66. Polonesse i D-dur av Nyberg.
67. Polonesse Värmlänning i A-dur.
68. Polonesse i F-dur.
69. Polonesse i F-dur.
70. Polonesse i D-dur.
71. Polonesse i D-dur.
72. Polonesse Hamburska i D-dur.
73. Polonesse i C-dur.
74. Polonesse i F-dur.
75. Polonesse i Bb-dur.
76. Polonesse i Bb-dur.
77. Polonesse i D-dur.
78. Polonesse i A-dur.
79. Polonesse i C-dur.
80. Polonesse i D-dur.
81. Polonesse i A-dur.
82. Polonesse i D-dur.
83. Polonesse i A-dur.
84. Polonesse i C-dur.
85. Polonesse i F-dur.
86. Polonesse i A-dur.
87. Polonesse i G-dur.
88. Polonesse i D-dur.
89. Polonesse i C-dur.
90. Polonesse i A-dur.
91. Polonesse i A-dur.
92. Polonesse i D-dur.
93. Polonesse i G-dur.
94. Polonesse Värmlänning i G-dur.
95. Polonesse i G-dur.
96. Polonesse i F-dur.
97. Polonesse i D-dur.
98. Polonesse i Bb-dur.
99. Polonesse i Bb-dur.
100. Polonesse i D-dur.
101. Polonesse i G-dur.
102. Polonesse i F-dur.
103. Polonesse i D-dur.
104. Polonesse i D-dur.
105. Polonesse i Bb-dur.
106. Polonesse i C-dur.
107. Polonesse i D-dur.
108. Polonesse i D-dur.
109. Polonesse i D-dur.
110. Polonesse i D-dur.
111. Polonesse i G-dur.
112. Polonesse i D-dur.
113. Polonesse i A-dur.
114. Polonesse i F-dur.
115. Polonesse i Bb-dur.
116. Polonesse i G-dur.
117. Polonesse i D-dur med förstämd bas.
118. Polonesse i A-dur.
119. Polonesse i A-dur.
120. Polonesse i D-moll, komponerade 1838 av Abraham Hagholm.
121. Polonesse i D-dur.
122. Polonesse i F-dur.
123. Polonesse i A-dur med förstämd tenor.
124. Polonesse i G-dur.
125. Polonesse i G-dur.
126. Polonesse i D-dur.
127. Polonesse i D-dur.
128. Polonesse i F-dur.
129. Polonesse i G-dur.
130. Polonesse i C-dur.
131. Polonesse i Bb-dur.
132. Polonesse i D-moll.
133. Polonesse i F-dur.
134. Polonesse i G-dur.
135. Polonesse i F-dur.
136. Polonesse i F-dur.
137. Polonesse i F-dur.
138. Polonesse i F-dur.
139. Polonesse i D-dur.
140. Polonesse i D-dur.
141. Polonesse i A-dur. Basen stämd till A och tenoren stämd till E.
142. Polonesse i D-dur.
143. Polonesse i Bb-dur.
144. Polonesse i F-dur.
145. Polonesse i D-moll.
146. Polonesse i F-dur.
147. Polonesse i D-dur.
148. Polonesse i Bb-dur.
149. Polonesse i F-dur.
150. Polonesse i D-dur.
151. Polonesse i F-dur.
152. Polonesse i D-dur.
153. Polonesse i Bb-dur.
154. Polonesse i A-dur.
155. Polonesse i D-dur.
156. Polonesse i G-dur.
157. Polonesse i C-dur.
158. Polonesse i G-dur.
159. Polonesse i G-dur.
160. Polonesse i C-dur.
161. Polonesse i A-dur.
162. Polonesse i A-moll.
163. Polonesse i A-dur.
164. Polonesse i D-dur.
165. Polonesse i A-dur.
166. Polonesse i A-dur.
167. Polonesse i D-dur.
168. Polonesse i D-dur.
169. Polonesse i A-dur med förstämd bas.
170. Polonesse Hamburska i A-dur med g stämd till a..
171. Polonesse i A-dur med g stämd till a.
172. Polonesse i D-dur.
173. Polonesse i F-dur.
174. Polonesse i F-dur.
175. Polonesse i D-dur med förstämd bas.
176. Polonesse i D-dur med förstämd bas.
177. Polonesse i D-dur.
178. Polonesse i Bb-dur.
179. Polonesse i F-dur (två stycken).
180. Polonesse i Bb-dur.
181. Polonesse i G-dur.
182. Polonesse i G-dur.
183. Polonesse i D-dur.
184. Polonesse i C-dur.
185. Hambo polska i G-dur.
186. Polonesse i G-dur.
187. Polonesse i D-dur.
188. Polonesse i C-dur.
189. Polonesse i D-dur.
190. Polonesse i A-dur.
191. Polonesse i D-dur.
192. Polonesse i Bb-dur.
193. Polonesse i F-dur.
194. Polonesse i A-dur.
195. Polonesse i D-dur.
196. Polonesse i C-dur.
197. Polonesse i Bb-dur.
198. Polonesse i G-dur.
199. Polonesse i A-dur.
200. Polonesse i A-dur.
201. Polonesse i C-dur.
202. Polonesse i D-dur.
203. Polonesse i D-dur.
204. Polonesse i D-dur.
205. Polonesse i D-dur.

### Kadriljer
Låtar som antecknades den 9 januari 1852 av Hagholm.

1. Kadrilj i F-dur.
2. Kadrilj i F-dur.
3. Kadrilj i Bb-dur.
4. Kadrilj i G-dur.
5. Kadrilj i D-dur.
6. Kadrilj i Bb-dur.
7. Fru Valet i G-dur.
8. Kadrilj i GG-dur.
9. Kadrilj i F-dur.
10. Kadrilj i C-dur.
11. Kadrilj i F-dur.
12. Kadrilj i C-dur.
13. Kadrilj i F-dur.

### Valser
Valser som skrevs fram till den 19 januari 1848.

1. Vals i F-dur.
2. Vals i D-dur.
3. Vals i A-dur, komponerad 1837 av Hagholm.
4. Vals i A-dur.
5. Vals i A-dur.
6. Vals i D-dur.
7. Vals i D-dur.
8. Vals i G-dur.
9. (valsen saknas)
10. (valsen saknas)
11. (valsen saknas)
12. (valsen saknas)
13. (valsen saknas)
14. (valsen saknas)
15. (valsen saknas)
16. (valsen saknas)
17. Vals i D-dur.
18. Vals i G-dur.
19. Vals i F-dur.
20. Vals i Bb-dur.
21. Vals i Eb-dur.
22. Vals i A-dur.
23. Vals i A-dur.
24. Vals i Bb-dur.
25. Jägerhorn valsen i C-dur.
26. Vals i C-dur.
27. Vals i Bb-dur.
28. Vals i G-dur.
29. Vals i A-dur.
30. Vals i Bb-dur.
31. Vals i Bb-dur.
32. Vals i Bb-dur.
33. Vals i Bb-dur.
34. Vals i Bb-dur.
35. Vals i Bb-dur.
36. Vals i Bb-dur, finns i två versioner.
37. Vals i A-dur, finns i två versioner.
38. Vals i F-dur.
39. Vals i F-dur.
40. Vals i F-dur.
41. Vals i A-dur.
42. Vals i Bb-dur.
43. Vals i G-dur.
44. Vals i Bb-dur.
45. Vals i F-dur.
46. Vals i Bb-dur.
47. Vals i Bb-dur.
48. Vals i Bb-dur.
49. Vals i Bb-dur.
50. Vals i G-dur, komponerad 1838 av Hagholm.
51. Vals i C-dur.
52. Vals i C-dur.
53. Vals i C-dur.
54. Vals i G-dur.
55. Vals i D-dur.
56. Vals i C-dur.
57. Vals i D-dur.
58. Vals i Bb-dur.
59. Vals i F-dur.
60. Vals i G-dur.
61. Vals i G-dur.
62. Vals i C-dur.
63. Vals i F-dur.
64. Vals i D-dur.
65. Vals i Bb-dur.
66. Vals i Bb-dur.
67. Vals i Bb-dur.
68. Vals i Bb-dur.
69. Vals i D-dur.
70. Vals i Bb-dur.
71. Vals i G-dur.
72. Vals i D-dur.
73. Vals i G-dur.
74. Vals i D-moll.
75. Vals i G-dur.
76. Vals i Bb-dur.
77. Vals i Bb-dur.
78. Vals i Bb-dur.
79. Vals i D-dur.
80. Vals i F-dur.
81. Vals i G-dur, för två instrument.
82. Vals i C-dur.
83. Vals i Eb-dur, för två instrument.
84. Vals i F-dur.
85. Vals i Bb-dur.
86. Vals i Bb-dur.
87. Vals i C-dur.
88. Vals i C-dur, komponerad 1842 av Hagholm.
89. Vals i F-dur, för två instrument.
90. Vals i Bb-dur.
91. Vals i C-dur.
92. Vals i G-dur.
93. Vals i C-dur.
94. Vals i C-dur.
95. Vals i C-dur.
96. Vals i F-dur.
97. Vals i F-dur.
98. Vals i D-dur.
99. Vals i D-dur.
100. Vals Ryska prinsessans i G-dur.
101. Vals i G-dur.
102. Vals i F-dur.
103. Vals i G-dur.
104. Vals i D-dur.
105. Vals i G-dur.
106. Vals i F-dur.
107. Vals i C-dur.
108. Vals i G-dur, för två instrument.
109. Vals i Bb-dur.
110. Vals i A-dur.
111. Vals i C-dur.
112. Vals i D-dur.
113. Vals i G-dur.
114. Vals i D-dur.
115. Vals i F-dur.
116. Dalvals i D-dur.
117. Vals i F-dur.
118. Vals i Bb-dur.
119. Vals i G-dur.
120. Vals i A-dur.
121. Vals i F-dur, för två instrument.
122. Vals i G-dur, för två instrument.
123. Vals i G-dur, för två instrument.
124. Vals i A-dur.
125. Vals i Bb-dur.
126. Vals i G-dur.
127. Vals i A-dur med förstämd tenor.
128. Vals i G-dur.
129. Vals i G-dur.
130. Vals i Eb-dur.

### Övrigt
1. Hopp vals i D-dur.
2. Polket i G-dur.
3. Polket i F-dur.
4. Hambopolkett i D-dur.
5. Hambopolkett i G-dur.
6. Polketta i F-dur.
7. Galopade i A-dur.
8. Polketta i C-dur.

## Inspelningar
Några av Hagholms låtar finns bland annat inspelade på Låtar Från Östergötland (1982) och Connestion (1999).